# Thaumasia brunnea
Thaumasia brunnea är en spindelart som beskrevs av Lodovico di Caporiacco 1947. Thaumasia brunnea ingår i släktet Thaumasia och familjen vårdnätsspindlar.
Artens utbredningsområde är Guyana. Inga underarter finns listade i Catalogue of Life.